# Голубая река (фильм, 1990)
Голубая река — индийский художественный фильм на хинди в жанре боевик, премьера которого в Индии состоялась 22 июня 1990 года. Этот фильм является дебютным для Раджкумара Сантоши, который впоследствии стал одним из самых успешных режиссёров в Болливуде.

## Сюжет
Боксер-любитель Аджай Мехра живёт со своим братом Ашоком Мехра и невесткой Инду Вермой в Мумбаи. Ашок - бизнесмен, который сталкивается с проблемами в своей компании, но скрывает это от своей жены и брата. Позже он отправляется в Бангалор на обучение.
В один прекрасный день Аджай получает сообщение, что его брат находится в Бангалоре. Когда он достигает гостиницы, он обнаруживает, что Ашок ушел, не оставив ему никакого сообщения. Позже в тот же день он получает звонок от него, который в нетрезвом состоянии пытается сказать ему что-то, что беспокоило его в течение длительного времени, но телефон внезапно отключился. Когда он возвращается из Бангалора, он обнаруживает, что его брат пропал. Его запросы и жалобы полиции только приводят его к разочарованию и вспышкам насилия. Некоторое время спустя он встречает друга Ашока, наркомана, который раскрывает все тёмные секреты.
Ранее, когда Ашок столкнулся с потерями в своём бизнесе, на помощь ему пришел известный бизнесмен Балвант Рай. Он становится партнером в его компании и погашает все долги. Эта договоренность фактически является прикрытием незаконной деятельности Балванта. Он обычно заманивает в ловушку честных людей, чтобы обеспечить прикрытие для его незаконного бизнеса, и Ашок - один из его невинных жертв. Первоначально, когда Ашок сопротивляется, Балвант угрожает ему страшными последствиями, но Ашок настаивает на своих просьбах остановить незаконную торговлю. Позже Ашок собирает доказательства, чтобы подставить Балванта, и вот тут-то и начинаются проблемы. Он похищает Ашока и мучает его, чтобы показать, где он хранил улики.
Каким-то образом приспешники Балванта узнают, что Аджай знает об этом уличающем свидетельстве, и Балвант мгновенно убивает Ашока. Он позже обвиняется в убийстве и обвиняется в незаконных отношениях со своей невесткой. Аджай понимает в суде, что корни зла очень глубоки, и даже его близкие стали враждебны к нему. Его вера в закон сломлена, и он ищет справедливости по-своему. Его невестка не в состоянии перенести травму и жестокие комментарии своих соседей и совершает самоубийство.
Находясь в тюрьме, Аджай подружился с некоторыми другими осужденными, которые добросердечны. Затем однажды они убегают из тюрьмы, подавляя охранников. Затем начинается борьба Аджая за справедливость, чтобы уничтожить главного злодея Балванта Рай. Один за другим он уничтожает друзей Балванта, которые подставили его в убийство. Фильм заканчивается формой поэтического правосудия, когда Аджай убивает его в парке развлечений перед людьми и полицией, которые являются кроткими свидетелями.

## В ролях
- Санни Деол — Аджай Мехра, боксёр любитель, протагонист
- Минакши Шешадри — Варша Бхарти, возлюбленная Аджая
- Радж Баббар — Ашок, брат Аджая
- Моушуми Чатерджи — Инду Мехра, невестка Аджая
- Амриш Пури — Балвант Рай, бизнесмен, антагонист
- Ом Пури — Джо Де Соуза, заместитель комиссара полиции
- Рамеш Део — Кулкарни Бхарти
- Кулбхушан Кхарбанда — Ашок Прадхан, комиссар полиции
- Шаббир Хан — Вардхан Раджан, осуждённый
- Судеш Берри — Раджан Берри, осуждённый
- Митва — Митва, осуждённый
- Дип Дхиллон — инспектор Шарма
- Анну Капур — друг Ашока и Аджая
- Шафи Инамдар — адвокат Гупта
- Шарат Саксена — капитан Декка
- Брахамчари — Мохилей
- Виджу Кхоте — тренер Аджая
- Правин Кумар — Бхеимджи
- Мукеш Риши — Камран, приспешник Балванта (не указан в титрах)
- Диско Шанти — танцовщица в песне «Pyasi Jawani Hai»

## Саундтрек
На песню «Sochna Kya» использован мотив народной песни Боливии «Llorando se fue». Песню «Mungda» под которую танцует Диско Шанти в сцене перед тем, как Аджай вместе с осужденным врежутся в здание приспешников Балванта, не вошла в саундтрек, но использовалась раньше для фильма Inkaar.
| №  | Название                           | Исполнители                          | Длительность |
| -- | ---------------------------------- | ------------------------------------ | ------------ |
| 1. | «Pyar Tum Mujhse Karti Ho»         | Амит Кумар, С. Джанаки               |              |
| 2. | «Maahiya Teri Kasam»               | Панкадж Удхас, Лата Мангешкар        |              |
| 3. | «Maahiya Teri Kasam (sad version)» | Лата Мангешкар                       |              |
| 4. | «Pyasi Jawani Hai»                 | С. Джанаки                           |              |
| 5. | «Sochna Kya»                       | Кумар Сану, Шаббир Кумар, Аша Бхосле |              |
| 6. | «Sochna Kya (Sad version)»         | Кумар Сану                           |              |

## Ремейки и продолжения
Благодаря популярности фильма, был переснят на четырёх языках: в 1992 году на тамильском как Bharathan С Виджайкантом и Бханипурией, в 1994 году на телугу как Gamyam с Шрикантом и в 1998 году на каннада как Vishwa с Шивой Раджкумар и Сучитрой Кришнамурти, и в 2009 году на ория как Shatru Sanghar. Все ремейки имели коммерческий успех.
Продолжение под названием Ghayal Returns было анонсировано в 2014 году. Но прежде чем началось производство фильма, он столкнулся с финансовыми проблемами. Тем не менее, Санни Деол заявил, что он полон решимости срежиссировать фильм сам. Премьеру фильма неоднократно переносили, в итоге он вышел в начале 2016 года под названием Ghayal: Once Again, но с новым актёрским составом кроме Деола и Ома Пури, а актёры из первой части были показаны исключительно в архивных кадрах. Сиквел провалился в прокате.